# شارة المشاة
شارة المشاة (بالألمانية: Infanterie-Sturmabzeichen) كانت شارة الحرب الألمانية التي مُنحت لجنود فافن إس إس هير في فيرماخت خلال الحرب العالمية الثانية. تم إنشاء هذه الزخرفة في 20 ديسمبر 1939 من قبل القائد العام للجيش الألماني، الجنرال فيلدمارشال فالتر فون براوخيتش. يمكن منحها لأعضاء وحدات المشاة غير الآلية ووحدات المشاة الجبلية.

## الدرجات

### فضة
تم تأسيس الدرجة الفضية في 20 ديسمبر 1939 من قبل قائد القيادة العليا للجيوش الألمانية، فالتر فون براوخيتش، ومنحت لجنود المشاة وفقًا لأحد المعايير التالية: 
- المشاركة في ثلاثة على الأقل: اعتداءات المشاة (بما في ذلك الهجمات المضادة) أو ثلاث عمليات استطلاع مسلحة على الأقل أو المشاركة في القتال اليدوي في موقع الهجوم أو المشاركة في ثلاثة أيام منفصلة في إعادة إنشاء مواقع قتالية.

### برونزي
تم تأسيس الدرجة البرونزية في 1 يونيو 1940. تم منحها لقوات المشاة الآلية / المتحركة وفقًا لنفس المعايير المذكورة أعلاه. 